# جوني والكر
جوني والكر (بالهندية: जॉनी वॉकर )‏ (و. 1926 – 2003 م) هو ممثل، من الهند، ولد في إندور، توفي في مومباي، عن عمر يناهز 77 عاماً.

## وصلات خارجية
- جوني والكر على موقع IMDb (الإنجليزية)
- جوني والكر على موقع الموسوعة البريطانية (الإنجليزية)
- جوني والكر على موقع ألو سيني (الفرنسية)
- جوني والكر على موقع ميوزك برينز (الإنجليزية)
- جوني والكر على موقع أول موفي (الإنجليزية)
- جوني والكر على موقع قاعدة بيانات الفيلم (الإنجليزية)
- جوني والكر على موقع كينوبويسك (الروسية)